# Кобаяси, Тадао
Тадао Кобаяси (яп. 小林 忠生, род. 7 июля 1930, Канагава) — японский футболист.

## Клубная карьера
На протяжении своей футбольной карьеры выступал за клуб «Keio BRB».

## Карьера в сборной
В 1956 году сыграл за национальную сборную Японии три матча. Также участвовал в Олимпийских играх 1956 года.

## Достижения
- Кубок Императора: 1956